# برلمان ولاية براندنبورغ
برلمان ولاية براندنبورغ (بالألمانية: Landtag Brandenburg) مقره في قصر المدينة في عاصمة الولاية بوتسدام. ويكون انتخاب الأعضاء لمدة خمس سنوات بحيث تجري الانتخابات التالية بعد انتخابات 2019 في عام 2024.
يتكون برلمان ولاية براندنبورغ من 88 عضوا. وهو مسؤول عن تشريعات الولاية، والرقابة البرلمانية على الحكومة والجهاز الإداري، وتحديد الميزانية المالية للولاية، وانتخاب هيئة الرئاسة، والقضاة الدستوريين بالولاية، وأعضاء ديوان المحاسبة في الولاية ورئيس الوزراء.
في 1 سبتمبر 2019، تم انتخاب أعضاء البرلمان السابع للولاية، والذي دخلت فيه ستة أحزاب وهي: الحزب الديمقراطي الاجتماعي SPD وهو أقوى كتلة في البرلمان ويضم 25 مقعدًا. حزب البديل من أجل ألمانيا AfD ولديه 23 مقعدًا، وحزب الاتحاد الديموقراطي المسيحي CDU ولديه 15، والخضر/تحالف 90 BÜNDNIS 90/DIE GRÜNEN وحزب اليسار DIE LINKE لكل منهما 10 مقاعد. أما أصغر مجموعة برلمانية فهي حركات المواطنين المتحدين في براندنبورغ/الناخبون الأحرار BVB/FW بخمسة مقاعد.
تم انتخاب أول برلمان لولاية براندنبورغ بعد انتهاء الحرب العالمية الثانية وذلك في العام 1946 في المنطقة الخاضعة للاحتلال السوفياتي، أما التشكيلة الثانية للبرلمان فقد تم تحديدها لصالح حزب الوحدة الاشتراكية SED قبل انتخابات عام 1950 من خلال قائمة انتخابية موحدة وظل البرلمان قائما حتى عام 1952 ثم ألغي. مع إعادة توحيد ألمانيا وتأسيس ولاية براندنبورغ من جديد في العام 1990، أعيد تأسيس برلمانها كما هو في شكله الحالي. منذ أول انتخابات برلمان الولاية بعد الوحدة مباشرة والتي أجريت في أكتوبر 1990، ظل الحزب الاشتراكي الديمقراطي SPD الكتلة الأقوى في البرلمان، وظل دائماً مشاركاً في جميع حكومات الولاية وهو من يُقدم رؤساء الوزراء في الولاية، ويشغل هذا المنصب حالياً ومنذ 28 أغسطس 2013 السيد ديتمار فوديكه، والذي يُعتبر ثالث رئيس وزراء في الولاية منذ العام 1990م.

## النظام الانتخابي المعتمد لانتخاب برلمان الولاية
النظام الانتخابي المعتمد لانتخاب برلمان ولاية براندنبورغ هو نفسه النظام الانتخابي المعتمد لانتخاب مجلس النواب الإتحادي البونديستاغ، وهو نظام التمثيل النسبي الفردي، وهو نوع من أنواع النظم الإنتخابية المختلطة، حيث يتم انتخاب نصف الأعضاء الـ88 بالانتخاب المباشر من المرشحين على مستوى الدوائر الانتخابية بنظام الأغلبية (نظام الفائز الأول)، والنصف الآخرمن المرشحين في القوائم الحزبية بنظام التمثيل النسبي. ونظراً لطبيعة وآلية النظام الانتخابي في احتساب الأصوات والمقاعد والتي يتم احتسابها وفق طريقة معقدة جداً (طالع: نظام التمثيل النسبي الفردي)، فقد تفرض نتائج الانتخابات توزيع مقاعد إضافية وتعويضية للأحزاب أو القوائم الحزبية نظراً لطبيعة هذا النظام الإنتخابي. ويتم توزيع المقاعد وفقاً لطريقة هير-نيماير، ولا تدخل في عملية توزيع المقاعد إلا الأحزاب أو القوائم الحزبية التي تصل للعتبة الانتخابية والمحددة بنسبة 5% كحد أدنى من الأصوات على مستوى الولاية أو على مقعد واحد على الأقل من مقاعد الانتخاب المباشر في الدوائر الانتخابية.
مثال: نفترض أن الحزب أ حصل على ما مجموعه 10 الف صوت من إجمالي 100 الف صوت على مستوى الولاية، وأن إجمالي عدد المقاعد في الولاية 100 مقعد كحد أدنى (منها 60 مقعد نظامي موزعة على 60 دائرة انتخابية و 40 مقعد للتعويض والتسوية). من الأرقام الافتراضية السابقة نستنتج أن كل مقعد يقابله 1000 صوت، وهذا يعني أن نصيب الحزب أ سيكون 10 مقاعد على مستوى الولاية. وإذا افترضنا أن الحزب أ فاز ب 8 مقاعد في 8 دوائر انتخابية، فسيتم تعويضه ب 2 مقاعد من المقاعد التعويضية لكي يحصل على حصته من المقاعد كاملة وهي 10 مقاعد على مستوى الولاية. ولكن لوافترضنا أن هذا الحزب حصل على 12 مقعد في الدوائر الانتخابية فيكون قد حصل على مقعدين زيادة عن حصته الفعلية مقارنة بعدد الأصوات وهي 10 مقاعد، ومن هنا تأتي الزيادة في عدد المقاعد وسيصبح عدد أعضاء البرلمان في هذا المثال 102 بدلاً من 100 عضو.